# Down for Life
Down for Life är debutalbumet av hiphop-gruppen D4L. Albumet släpptes den 8 november 2005 på Mike Jones skivbolag Ice Age Entertainment.

## Låtlista
1. "Bankhead" - 3:59
2. "Laffy Taffy" - 3:44
3. "What Can U Do" – 3:22
4. "Stuntman" – 3:33
5. "Do It Like Me Baby" – 3:29
6. "Front Street" – 3:30
7. "Scotty" – 4:08
8. "Betcha Can't Do It Like Me" – 3:41
9. "I'm Da Man" – 4:07
10. "Diggin' Me" – 4:53
11. "Get Real Low" – 3:53
12. "Make It pee" (featuring Too Short, Kool Ace and Sweets) – 4:40
13. "Shittin' Me" – 5:14
14. "Game Owe Me" (featuring Kool Ace) – 4:02